# 4AD
4AD – brytyjska wytwórnia muzyczna należąca do koncernu Beggars Group.

## Działalność
Wytwórnia została założona w 1979 przez dwóch pracowników z wytwórni Beggars Banquet tj. przez Ivo Watts-Russella i Petera Kenta działająca pierwotnie pod nazwą Axis Records (zmienioną jednak na 4AD, kiedy okazało się, że istnieje już inna wytwórnia nosząca nazwę Axis). Po opuszczeniu firmy przez Kenta, Watts-Russell zaprosił do współpracy projektanta-grafika Vaughana Oliviera, który stworzył niepowtarzalną linię graficzną okładek wytwórni jednoznacznie identyfikującą ją na rynku i doskonale dopełniającą klimatyczny nastrój muzyki promowanej przez 4AD. Pod koniec lat 80. XX wieku wytwórnia zmieniła gatunek oferowanej muzyki, koncentrując się na amerykańskim undergroundzie (np. Pixies).
Wytwórnia wydała wiele kluczowych albumów zespołów i muzyków solowych będących wyznacznikiem rockowej muzyki niezależnej (m.in. indie rock lat 80. i początku 90. XX wieku) i nasilającej się ery muzyki na podwalinach muzyki elektronicznej i punk rocka: m.in. post punka, rocka gotyckiego, awangardowego rocka alternatywnego, zimnej fali, nowej fali, Dark wave, synth popu, industrialu, czy ambientu. Do najważniejszych grup należą m.in.: Bauhaus, Clan of Xymox, Xymox, Cocteau Twins, Colourbox, Mass, In Camera, Dead Can Dance, Dif Juz, GusGus, Heidi Berry, Modern English, Pixies, The Boys Next Door, The Birthday Party, The The, Thievery Corporation, This Mortal Coil, Throwing Muses, The Wolfgang Press, Xmal Deutschland, Rowland S. Howard, Lydia Lunch, Frank Black i Lush.
Obecnie z 4AD związani są tacy wykonawcy, jak: Beirut, Blonde Redhead, Lisa Gerrard, Neil Halstead, Kristin Hersh, Brendan Perry i The Mountain Goats.

## Struktura
4AD jest wewnętrzną wytwórnią płytową dużej firmy fonograficznej Beggars Group. Spośród innych wytwórni wewnętrznych (tzw. etykiet) w całości lub częściowo należą: Beggars Banquet, Rough Trade Records, Mantra Recordings, Matador Records, Mo Wax, Too Pure, Playlouder, Wiiija Records, Young Turks, i XL Recordings. Grupa Beggars ma 4 oddziały na świecie tj. w Stanach Zjednoczonych, Kanadzie, Niemczech i Chinach.